# Tuchořice
Tuchořice är en ort i Tjeckien.   Den ligger i regionen Ústí nad Labem, i den nordvästra delen av landet, 60 km väster om huvudstaden Prag. Tuchořice ligger 303 meter över havet och antalet invånare är 707.
Terrängen runt Tuchořice är platt åt nordväst, men åt sydost är den kuperad. Terrängen runt Tuchořice sluttar norrut. Runt Tuchořice är det ganska glesbefolkat, med 34 invånare per kvadratkilometer. Närmaste större samhälle är Žatec, 9,5 km nordväst om Tuchořice. Trakten runt Tuchořice består till största delen av jordbruksmark.